# Военно-морская жена (фильм, 1935)
Военно-морская жена (англ. Navy Wife) — американский драматический фильм 1935 года, снятый Алланом Дуоном по сценарию Сони Левин и Эдварда Т. Лоу-младшего. Сюжет основан на романе Кэтлин Норрис «Дочь красавицы», написанном в 1935 году. В фильме снимались Клер Тревор, Ральф Беллами, Джейн Дарвелл, Уоррен Хаймер, Бен Лайон и Кэтлин Берк. Фильм был выпущен 29 ноября 1935 года компанией 20th Century Fox.

## Сюжет

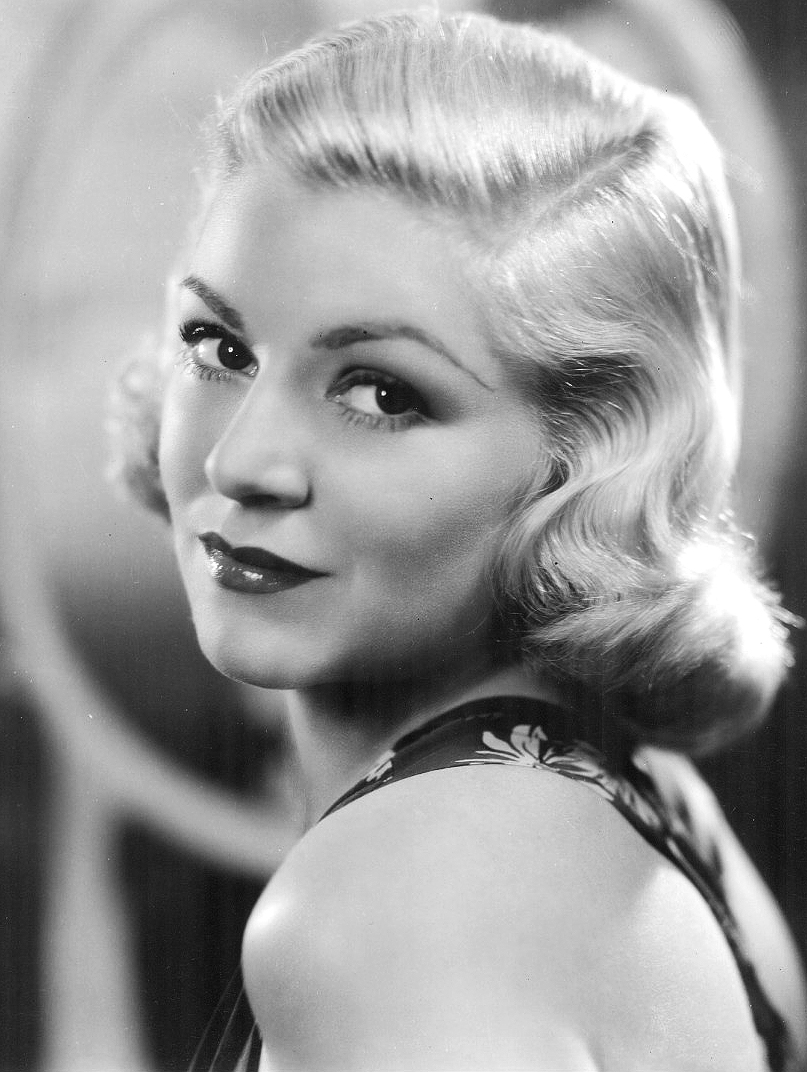
Клер Тревор, исполнительница роли Вики Блейк

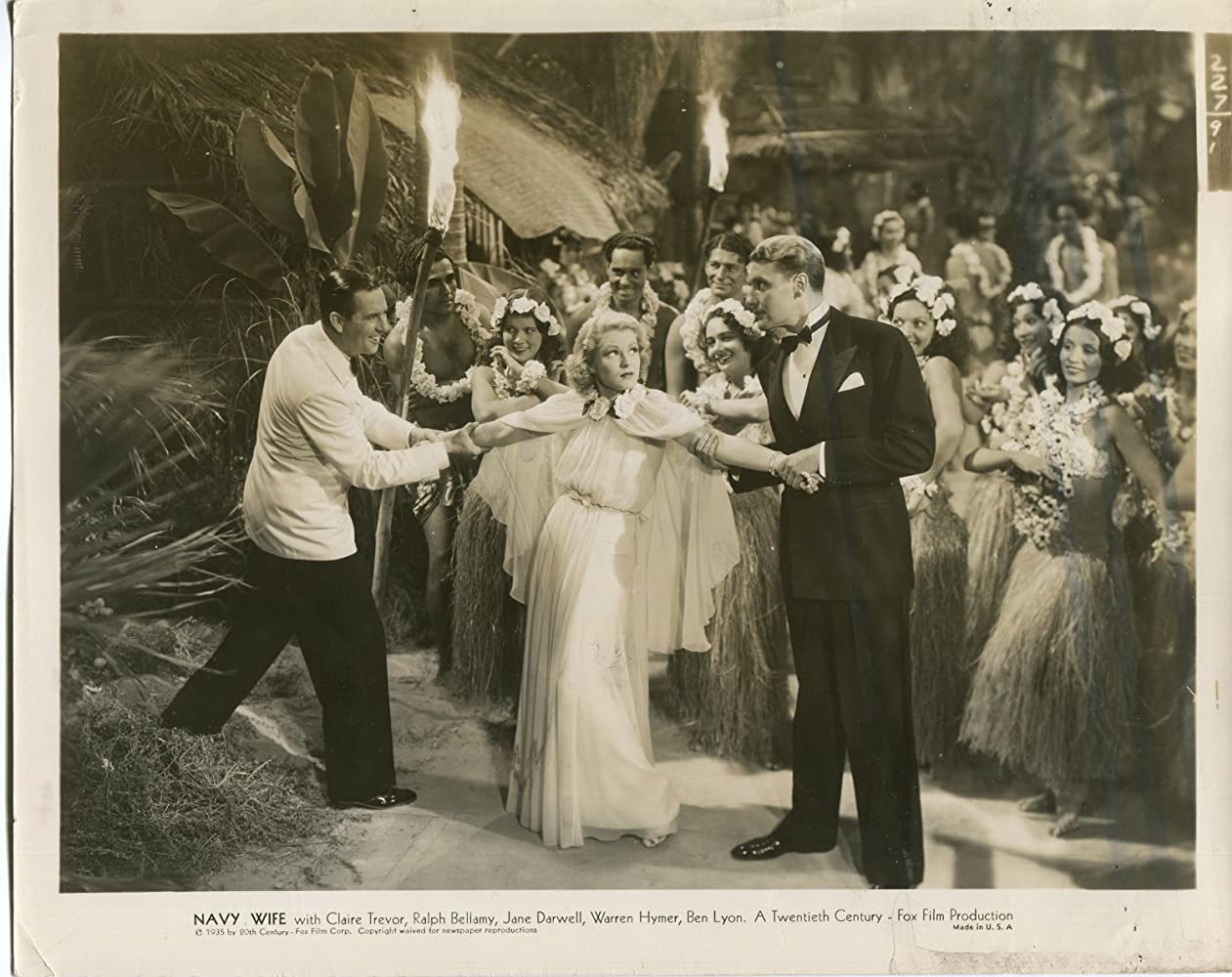
Бен Лайон, Клер Тревор и Ральф Беллами в фильме «Военно-морская жена» (Navy Wife)

Когда 50 000 моряков прибывают в Сан-Диего, Калифорния, многие из них попадают в Военно-морской госпиталь США из-за травм, полученных во время поездок на арендованных мотоциклах. Матрос Бутч притворяется, что вывихнул бедро, хотя на самом деле у него гипермобильный синдром, чтобы у него был повод обратиться к медсестре Вики Блейк. После встречи с недавно нанятым главным хирургом, Вики испытывает влечение к Квентину. После того, как Квентин уезжает к дочери в Санта-Барбару, штат Калифорния, Вики приходит к выводу, что Квентин не проявляет к ней прежнего интереса, поскольку не может смириться со смертью жены. В силу разных обстоятельств Квентин и Вики переезжают в Гонолулу, Гавайи. Доктор Пит Милфорд делает Вики предложение руки и сердца на лодке, но Вики говорит, что отказывается из-за своей карьеры. После того, как Вики пытается вызвать ревность Квентина, притворяясь, что встречается с Питом, она в конце концов откровенно признается Квентину в своих чувствах из-за его дочери-инвалида Сьюзен, которая находится в инвалидной коляске. Пока Вики помогает Сьюзен восстановиться, Квентин знакомится с Сереной Моррисон через Пита, и они проводят время друг с другом в течение нескольких месяцев. Когда Вики возвращается со Сьюзен, которая теперь может ходить, Квентин навещает Серену, не говоря Вики, что Серена звала его на встречу. После того, как Пит рассказывает Вики, как Квентин познакомился с Сереной через него, они вместе напиваются. Серена обнаруживает, что Квентин пытался убедить её раскрыть шпионскую сеть, в которой она была замешана, из-за чего Серена застрелила Квентина. После того, как Вики узнаёт о случившемся, она навещает Квентина в его больничной палате, где они обнимаются.

## Производство и выпуск
Аллан Дуон заявил, что в фильме нет ничего от романа. Fox Film Corporation объединилась с Twentieth Century Pictures, когда съёмки фильма уже начались на Гавайях. Наружные съёмки фильма проходили на Гавайях; несколько сцен происходили в госпитале военно-морской учебной станции Сан-Диего. Бен Лайон был удивлён подписанием контракта на фильм, поскольку у него некоторое время не было главной роли. «Военно-морская жена» — первый фильм, рассказывающий о жизни Корпуса медсестёр и Медицинского корпуса ВМС США. Во время показа фильма в кинотеатрах одновременно с ним демонстрировался короткий репортаж о научных основах производства и кинохроника.

## Критика
Variety сообщил, что фильм «вероятно, пострадает» из-за того, что «появится в конце длинной череды военно-морских картин», но похвалил игру основного актёрского состава. The Film Daily написала, что в фильме «прекрасный актёрский состав и логически развитая история» и что «имя Кэтлин Норрис как автора должно что-то значить». Газета The Paducah Sun-Democrat написала, что в фильме «одна из самых поразительных и неожиданных развязок, когда-либо придуманных». Газета St. Louis Star-Times заявили, что «сцены на борту пассажирского лайнера» были «необычными».